# Mangora inconspicua
Mangora inconspicua là một loài nhện trong họ Araneidae.
Loài này thuộc chi Mangora. Mangora inconspicua được Ehrenfried Schenkel-Haas miêu tả năm 1936.